# Cynowanie

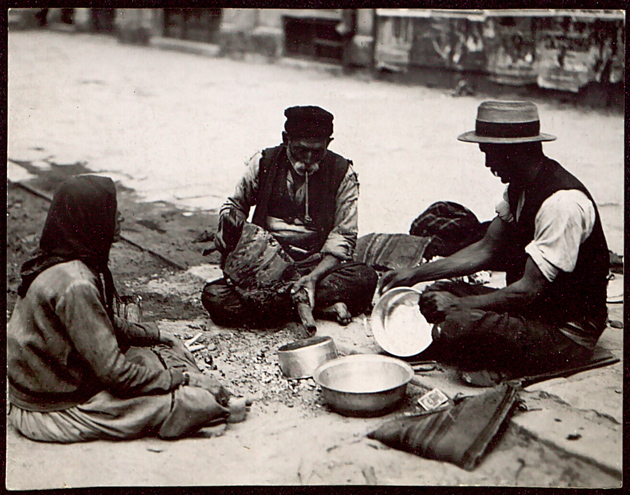
Cynowanie metalowych naczyń kuchennych

Cynowanie (bielenie) – pokrywanie powierzchni metalowych (gł. stopów żelaza lub miedzi) ochronną powłoką cyny.
Metody cynowania:
- natryskowa (metalizacja),
- osadzania elektrolitycznego (galwaniczna powłoka) w procesie anodowym (na miedzi i mosiądzu) lub katodowym (na stali lub żeliwie),
- ogniowa (przez zanurzenie wyrobu w stopionej cynie),
- kontaktowa (zanurzenie wyrobu w kąpieli związków cyny); stosowana w celu ochrony przed korozją naczyń kuchennych, blach (szczególnie do konserw).